# Stadler SMILE
Stadler SMILE (acrónimo de Schneller Mehrsystemfähiger Innovativer Leichter Expresszug), es una unidad eléctrica múltiple de alta velocidad, fabricada por Stadler Rail. La velocidad máxima homologada es de 250 km/h. El modelo se basa en la exitosa versión Stadler FLIRT y entró en servicio en mayo de 2019.
El modelo está homologado en Suiza, Alemania, Italia y Austria. Las modernas unidades de 11 coches pueden acomodar hasta 403 pasajeros (117 en primera clase y 286 en segunda clase). 

## Historia
En octubre de 2014, los Ferrocarriles Federales Suizos (SBB CFF FFS) adjudicaron la construcción de 29 unidades, por un importe de 980 millones de francos suizos, para cubrir el servicio con otros países europeos.
La primera aparición pública fue en Berlín, durante la feria "InnoTrans" de 2016. Las primeras unidades empezaron a entregarse en 2017, y la última fue recibida el 10 de mayo de 2021. El 16 de junio de 2022, la compañía pública suiza anunció un encargo de 7 unidades adicionales.

## Operadores
Actualmente, SBB CFF FFS es el único operador del modelo, con 29 unidades en servicio, que en Suiza se conoce como SBB RABe 501 «Giruno».